# پیلیتسا (بایینا باشتا)
پیلیتسا (به صربی: Pilica) یک منطقهٔ مسکونی در صربستان است که در بایینا باشتا واقع شده‌است. پیلیتسا ۶۵۳ نفر جمعیت دارد.